# Polyscias rodriguesiana
Polyscias rodriguesiana é uma planta da família Araliaceae, endêmica em Maurícia.